# Graphisurus triangulifer
Graphisurus triangulifer är en skalbaggsart som först beskrevs av Samuel Stehman Haldeman 1847.  Graphisurus triangulifer ingår i släktet Graphisurus och familjen långhorningar. Inga underarter finns listade i Catalogue of Life.